# Myscelia pattenia
Myscelia pattenia är en fjärilsart som beskrevs av Butler och Druce 1872. Myscelia pattenia ingår i släktet Myscelia och familjen praktfjärilar. Inga underarter finns listade i Catalogue of Life.